# Route nationale 44
La route nationale 44 (RN 44 o N 44) è una strada nazionale francese che partiva da Cambrai (ora da La Veuve) e termina a Vitry-le-François. Prima dei declassamenti del 2006 era lunga 211 km, mentre da allora fu ridotta a 42 km.

## Percorso

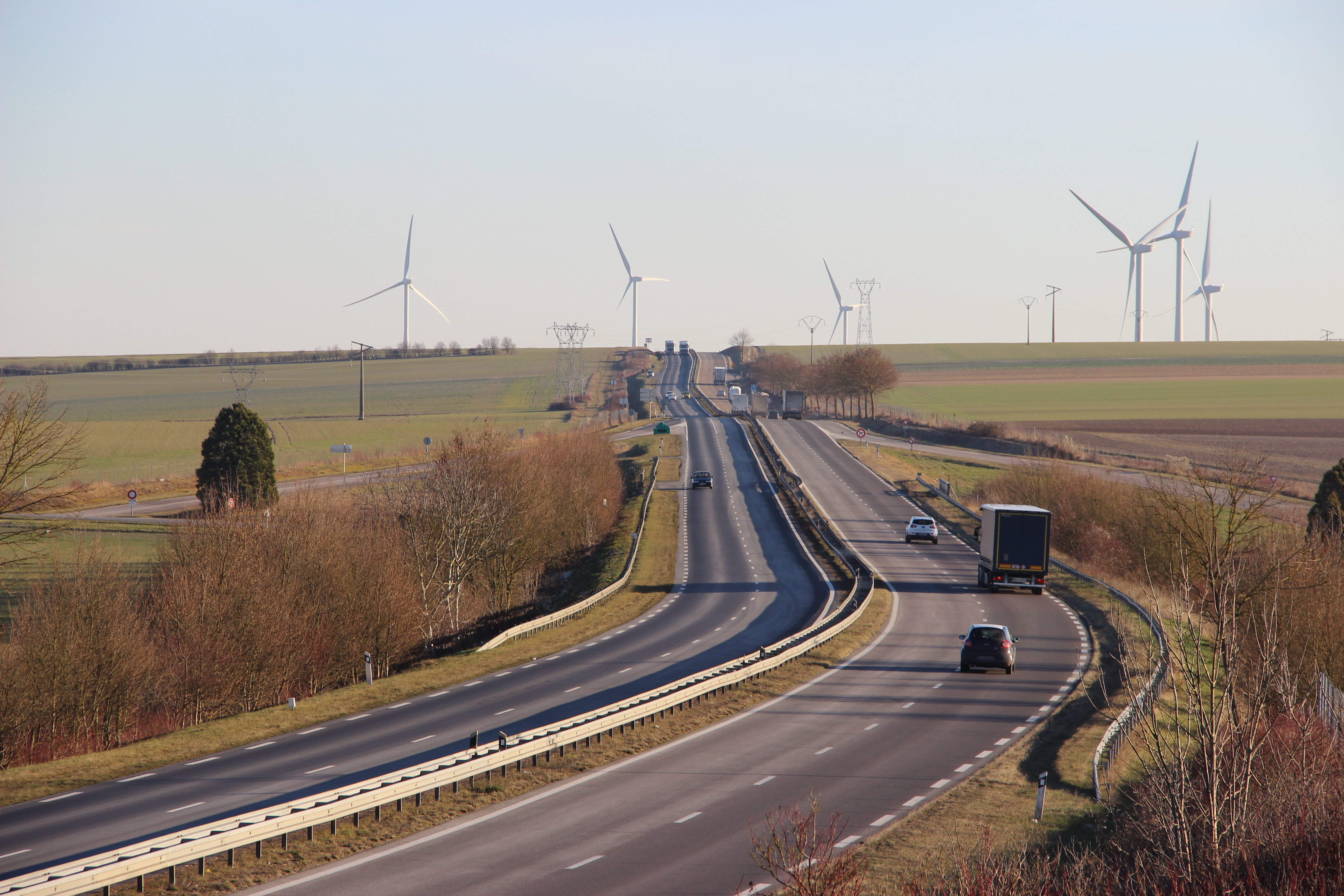
La N44.

La prima parte della N44 fu in diversi casi oggetto di modifiche e spostamenti. In origine (cioè dal 1824) cominciava a Bonavis, a sud di Cambrai, e si dirigeva a sud a San Quintino. Negli anni cinquanta invece cambiò punto di partenza, sovrapponendosi alla N37 da Arras per Bapaume fino a Péronne e sostituendo la N336 da Péronne ad Estrées-Mons e la N338 da qui a San Quintino. Il vecchio tratto fu invece riassegnato alla nuova N44bis.
In un secondo momento, tuttavia, la N44 fu di nuovo riportata sul tracciato originario, con la differenza che partiva da Cambrai, rimpiazzando la N17 da tale città fino a Bonavis. Quest’ultima strada, insieme alla D44 e alla N29, coprirono il precedente tratto della N44 tra Arras e San Quintino. Da qui la N44 proseguiva a sud e raggiungere La Fère e a sud-ovest a servire Laon. Oggi la parte compresa nel dipartimento del Nord è stata declassata a D644 e quella nell’Aisne a D1044.
Continuando nella medesima direzione, la strada nazionale arrivava a Reims e a Châlons-en-Champagne, suo originario luogo d’arrivo. Negli anni cinquanta venne modificato anche il troncone finale dell’itinerario: essendosi spostata la N4 più a sud, per Esternay, la N44 passò a coprire anche il tratto da Chalons a Vitry-le-François, lungo la Marna. Dopo il 2006, la strada è rimasta di rango nazionale a partire da La Veuve, mentre prima di questa località, all’interno del dipartimento della Marna, è stata declassata a D944.